# Tcheka

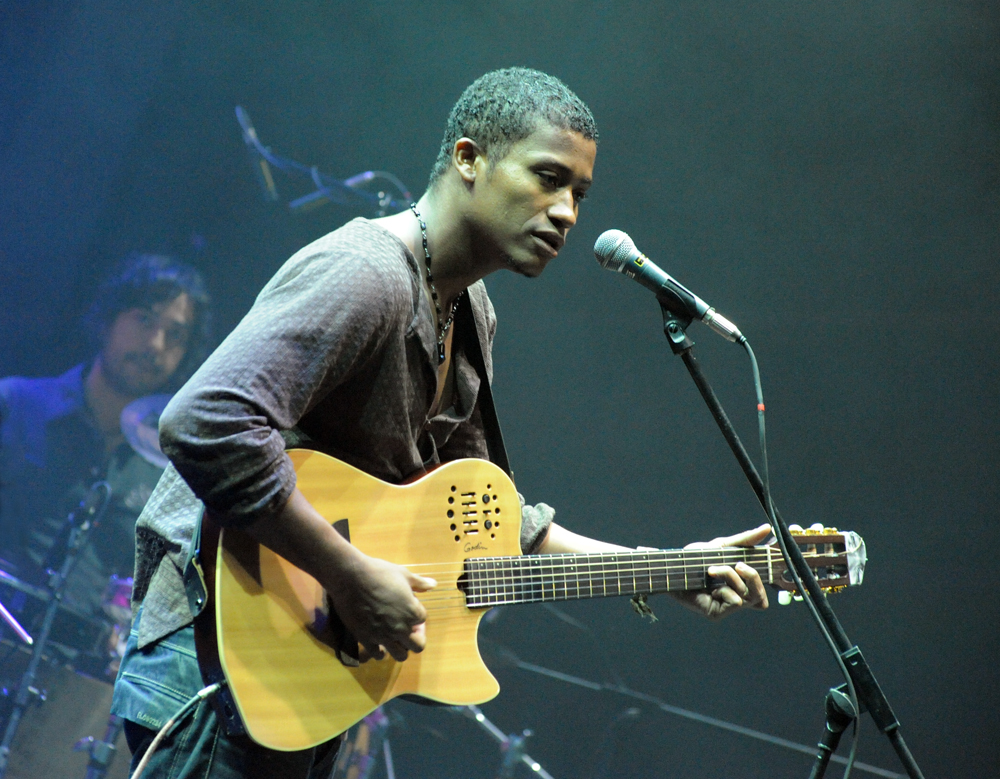
Tcheka en Varsovia, Polonia - septiembre de 2009

Tcheka, cuyo nombre verdadero es Manuel Lopes Andrade (Ribeira da Barca, Santiago, 20 de julio de 1973), es un cantante, compositor y guitarrista de Cabo Verde, conocido por su trabajo en la modernización del batuque caboverdiano.

## Biografía
Tcheka se creció en una familia musical. A la edad de 14 años, Tcheka comenzó a tocar con su padre violinista, el famoso Nho Raul Andrade, en fiestas locales, bodas y bautizos. En el momento en que Tcheka cumplió la edad de 15 años, comenzó a desarrollar su propio estilo, incorporando los ritmos de batuku con su guitarra. Cuando era joven, Tcheka salió de su casa rural y se fue a vivir a la capital de la isla de Santiago, Praia. Más adelante se convirtió en un camarógrafo de la televisión nacional, donde conoció al periodista Julio Rodrigues, con quien escribió una serie de canciones y actuó de manera informal en los bares de la capital caboverdiana.

## Discografía

### Álbumes de estudio
- Argui (2003)
- Nu Monda (2005)
- Lonji (2007)
- Dor De Mar (2011)
- Boka Kafé (2017)
- Spera Mundo (2025)